# Хале Асаф
Хале Саліх, змінене на прізвище матері Асаф (тур. Hale Asaf, 1905, Стамбул — 31 травня 1938, Париж) — турецька художниця. Племінниця однієї з перших турецьких художниць Міхрі Мюшфік Ханим. На відміну від багатьох інших турецьких художників того часу, писала картини в класичному та імпресіоністському стилі, тяжіла до кубізму.

## Біографія

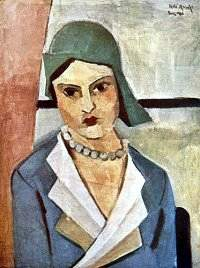
Автопортрет Хале Асаф.

Донька голови Османського апеляційного суду. Через важку хворобу Хале у 5 років перенесла операцію на печінці, від наслідків якої страждала все життя. Закінчила приватний французький ліцей у Стамбулі, там вивчила англійську і французьку мови.
У 1919 році її відправили в Рим до тітки, в якої здобула перші знання з живопису. Наступного року опинилася в Парижі, де брала уроки малювання в товариша родини Намика Ісмаїла. Коли Хале підросла, родина відправила її на навчання до Берліна. І хоч там загострилася хвороба, яка потребувала операції на легенях, Хале Саліх склала іспити на вступ до Прусської академії мистецтв і стала ученицею Артура Кампфа. Попри проблеми в сім'ї, успішно навчалася в Академії. У 1924 році деякі роботи Саліх опублікувано в невеликому мистецтвознавчому журналі.
Після закінчення війни в Туреччині повернулася на батьківщину і вступила до ліцею мистецтв, серед її однокурсників були Фейхаман Дуран і Ібрахім Чаллыи. Приблизно в цей же час мати Хале померла від туберкульозу, і в пам'ять про неї Хале змінила прізвище Саліх на Асаф — дошлюбне прізвище матері. Незабаром після цього вона виграла стипендію міністерства освіти на навчання в Європі.
Навчалася у Мюнхенській академії мистецтв у Ловіса Корінта. У 1926 році картини Хале Асаф виставлялися на Галатасарайській виставці — великому заході для художників, що проводився в Стамбулі з 1916 по 1951 роки. В 1927—1928 роках Асаф навчалася у Андре Лота в паризькій академії Гранд-Шомьєр, а також брала приватні уроки у Ісмаїла Хакко Ойгара. З останнім вона заручилася.

### Життя в Бурсі

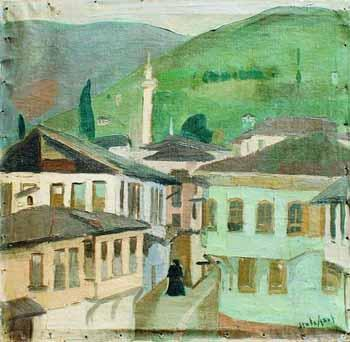
Вид на Бурсу.

Хале Асаф з Ойгаром повернулася до Туреччини і оселилася в Бурсі. Викладала у педагогічному коледжі та інституті мистецтв. У 1929 році з чоловіком брала участь у створенні Асоціації незалежних художників і скульпторів. Через космополітичну атмосферу, в якій виросла Асаф, її життя у провінційній Бурсі було важким. Одного разу Асаф знепритомніла після нападок людей з базарного натовпу, які назвали її картини образливими. Домовившись з художником Мамхутом Джудойю, Асаф змогла покинути Бурсу. Джуда замість Асаф почав викладати в ліцеї, а Асаф замість Джуди — у Стамбульській академії витончених мистецтв. Втім, меланхолізм Асаф залишився незмінним і в 1931 році вона в самоті повернулася в Париж.
Наприкінці того ж року Асаф вчергове знадобилось хірургічне втручання. Під час одужання вона познайомилася з італійським художником Антоніо Аніанте, якому належала «Галерея-бібліотека молодої Європи», і він запропонував Асаф обійняти там посаду директорки. До цього часу вони проживали спільно. У 1934 році через неприязнь Аніанте до Муссоліні його книги були заборонені, а Галерея закрита.
31 травня 1938 року Хале Асаф померла від раку.
Частина картин Хале Асаф була знищена під час Другої світової війни, а доля тих, що залишилися у Аніанте, який помер у 1983 році, неясна. Деякі з картин опинилися у турецьких колекціонерів. У 2001—2002 роках проводилося дослідження, в ході якого вдалося встановити місцезнаходження до 30 картин Хале Асаф, втім, небажання приватних колекціонерів ділитися інформацією заважає розвідкам.